# Klubi Futbollistik Drita
Il Klubi Futbollistik Drita o KF Drita è un club calcistico kosovaro di Gjilan.
Fondato nel 1947 e affiliato all'epoca alla federazione jugoslava, dal 2007 fa parte del sistema calcistico kosovaro e milita la Superliga, massima divisione nazionale.
I colori sociali del club sono il bianco e il blu e la squadra disputa i suoi incontri interni allo stadio Città di Gjilan, la cui capienza è circa 15 000 spettatori.

## Storia
Il club viene fondato nel 1947 con il nome di Drita, che in lingua albanese significa "luce". Rimane sotto la lega calcistica gestita dalla federazione jugoslava fino al 2007, quando pasa sotto quella kosovara. 
Nel 2016-2017 la squadra milita nella massima serie del nuovo campionato kosovaro, torneo che vince l'anno seguente, nella stagione 2017-2018. Questo piazzamento permette al club di prendere parte ai nuovi preliminari di UEFA Champions League 2018-2019, che vedono coinvolti i campioni di San Marino, Andorra, Gibilterra ed appunto Kosovo affrontarsi in un mini-torneo a gara secca. I kosovari vincono la prima gara contro i campioni andorrani del Santa Coloma per 2-0, sbloccando la gara solo ai tempi supplementari, dopodiché vincono, ancora ai supplementari, contro i gibilterrini del Lincoln Red Imps, ma questa volta per 4-1 (1-1 nei 90 minuti regolamentari). La squadra kosovara ottiene uno storico traguardo riuscendo a vincere questo mini torneo e a raggiungere i grandi club che si giocano un posto in Champions League. Uno di questi è il Malmö FF, che elimina il Drita imponendosi già all'andata in Svezia con un netto 3-0, per poi vincere anche in trasferta, per 0-2. Il Drita retrocede in UEFA Europa League 2018-2019, nei cui turni preliminari incontra un lanciato F91 Dudelange. I lussemburghesi si impongono in casa per 2-1, mentre in trasferta riescono a fermare i kosovari sull'1-1. Si conclude così il breve cammino europeo del Drita che, sebbene abbia eliminato due squadre (Santa Coloma e Lincoln Red Imps), non è mai riuscita ad ottenere una vittoria nei 90 minuti regolamentari.

## Palmarès

### Competizioni nazionali
- Campionato kosovaro: 5

2002-2003, 2017-2018, 2019-2020, 2024-2025
- Coppa del Kosovo: 1

2000-2001
- Supercoppa del Kosovo: 1

2018
- Liga e Parë: 1

2010-2011

### Altri piazzamenti
- Campionato kosovaro:

Secondo posto: 2020-2021, 2021-2022, 2022-2023
Terzo posto: 2023-2024
- Coppa del Kosovo:

Finalista: 2015-2016, 2021-2022
Semifinalista: 2013-2014, 2023-2024, 2024-2025
- Supercoppa del Kosovo:

Finalista: 2001, 2003, 2020

## Statistiche

### Statistiche nelle competizioni UEFA
Tabella aggiornata alla stagione 2024-2025.
| Competizione           | Partecipazioni | G  | V | N | P | RF | RS |
| ---------------------- | -------------- | -- | - | - | - | -- | -- |
| UEFA Champions League  | 2              | 6  | 3 | 0 | 3 | 8  | 10 |
| UEFA Europa League     | 2              | 4  | 1 | 1 | 2 | 4  | 5  |
| UEFA Conference League | 4              | 16 | 6 | 3 | 7 | 14 | 15 |